# Regione di Gontougo
La regione di Gontougo è una delle 31 regioni della Costa d'Avorio. Situata nel distretto di Zanzan, ha per capoluogo la città di Bondoukou ed è suddivisa  in cinque dipartimenti: Bondoukou, Koun-Fao, Sandégué, Tanda e Transua.
La popolazione censita nel 2014 era pari a  667.185 abitanti.